# Marko Zajec
Marko Zajec, slovenski podobar, * cca. 1817, Sovodenj, † pred 1888, Podlipnik, Hrvaška. 
Prenavljal je stare oltarje, izdeloval nove in rezljal lesene omamente.